# Ryan Martinie
Ryan Martinie, conosciuto anche come Ry-Know e RüD (Peoria, 6 agosto 1975), è un bassista statunitense. Dal 1998 suona nella band nu metal Mudvayne e nel 2015 ha dato vita al progetto fusion strumentale Soften The Glare.

## Carriera
Ryan cresce a Peoria (Illinois) in una famiglia particolarmente legata alla musica: suo nonno era un corista, mentre suo padre suonava sia il piano sia la chitarra. Alle scuole superiori, riceve un basso e impara a suonarlo studiando musica jazz, avvicinandosi man mano al rock grazie ai Beatles e a Jimi Hendrix. Con alcuni amici, forma la sua prima band, i Broken Altar, ispirandosi al progressive metal dei Dream Theater. 
L'incontro con i Mudvayne avviene nel 1998, dopo l'abbandono del loro primo bassista, Shawn Barclay. La band lo nota mentre si esibisce con i Broken Altair e lo contatta proponendogli di passare alla loro formazione. Ryan è inizialmente riluttante ad abbandonare la sua band e i suoi amici e sembra rifiutare l'offerta, ma la grande tecnica e le ambizioni di Chad Gray e soci finiscono per convincerlo. Con i Mudvayne, apparirà in praticamente tutti gli album, incluse alcune tracce del primissimo EP Kill, I Oughtta (altre sono state registrate con Barclay).
Nel 2012 Ryan viene chiamato dai korn per sostituire Reginald Arvizu per alcune date del tour.

## Stile e tecnica
Da molti viene considerato come uno dei migliori bassisti al mondo, senza dubbio tra i più creativi, grazie al suo stile estremamente complesso e al suo "suono" particolarissimo e pressoché inconfondibile. Nei suoi giri di basso sempre complicati, pesantemente articolati e piuttosto veloci, Ryan mescola con disinvoltura lo slap, il tapping e il fingering, quest'ultimo a volte eseguito percuotendo le corde con le dita, anziché pizzicandole dolcemente (non un tapping vero e proprio), in modo da dare alla corda un suono più potente e metallico. La hit Dig è un esempio chiaro della sua tecnica; in alcune parti del brano, il suo basso sembra quasi che "canti". Le sue influenze vanno dal thrash metal, al jazz (che ha abbondantemente studiato e suonato da ragazzino) al funky, elementi che gli consentono di "spiccare" con un basso molto caldo sulle violente sonorità metal dei Mudvayne. In molti lo accomunano a Les Claypool dei Primus, per lo stile e l'abbondante uso dello slap su riff decisamente rock/metal.
Diversamente da altri bassisti prog o alternative rock/metal come Justin Chancellor dei Tool, non ha mai voluto fare uso di pedaliere o effetti di alcun tipo. La sua "sfida" sta proprio nel ricavare il massimo dalle sue sole mani, nel suonare, studiando e perfezionando sempre di più le sue tecniche personali, sia nell'uso della mano sinistra sia di quella destra.

## Strumentazione
Martinie è endorser Warwick, e suona quasi esclusivamente bassi Warwick Thumb a 4 e 5 corde. Possiede anche un Warwick Vampire ed un fretless Pedulla Buzz (usato in A Key To Nothing su The End of All Things to Come), ma li ha suonati solo in rarissime occasioni, preferendo il solito Thumb. Come amplificazione ha usato in precedenza Ampeg SVT, ma dall'album The New Game in poi usa una testata Warwick Xtreme 10.1 e quattro speakers Warwick WCA 411 Pro. Monta corde DR Handmade Strings.

## Vita privata
In realtà, poco è noto della vita di Ryan lontano dalla band. È sposato e vive attualmente nella Carolina del Nord, e poco altro si conosce di lui. Una curiosità riguarda il suo strano "hobby" prima di unirsi ai Mudvayne, quello di mangiatore di spade.

## Discografia

### Studio
- 2000 - L.D. 50
- 2001 - The Beginning of All Things to End
- 2002 - The End of All Things to Come
- 2005 - Lost and Found
- 2007 - By the People, for the People (Raccolta)
- 2008 - The New Game
- 2009 - Mudvayne

### Live
- 2003 - All access to all things

### EP
- 1997 - Kill, I Oughtta (tracce 4, 6 e 8)
- 2003 - Live Bootleg Solo sul loro sito